# Louis Heusghem
Louis Heusghem (Ransart, 26 dicembre 1882 – Montigny-le-Tilleul, 26 agosto 1939) è stato un ciclista su strada e pistard belga.
Professionista dal 1911 al 1922, conta la vittoria di due tappe al Tour de France.

## Carriera
Professionista durante il primo ventennio del 1900, ottenne tre successi in carriera: due tappe al Tour de France, corsa nella quale riuscì più di una volta ad entrare anche nei primi dieci della generale, ma soprattutto la vittoria della Parigi-Tours nel 1912. Fra gli altri risultati, i secondi posti alla Bordeaux-Parigi nel 1919 e nel 1920, quando aveva ormai superato da tempo i trent'anni, e quello nella Parigi-Bruxelles del 1914. Fu inoltre sesto nella Liegi-Bastogne-Liegi del 1919. Anche i fratelli Hector e Pierre-Joseph furono ciclisti professionisti.

## Palmarès
- 1912 (Alcyon, due vittorie)

Parigi-Tours
12ª tappa Tour de France (La Rochelle > Brest)
- 1920 (iLa Sportive, una vittoria)

8ª tappa Tour de France (Perpignano > Aix-en-Provence)

## Piazzamenti

### Grandi Giri
- Tour de France

1911: 5º
1912: 11º
1913: ritirato (7ª tappa)
1914: 10º
1919: ritirato (4ª tappa)
1920: 6º
1921: ritirato (2ª tappa)
1922: 19º

### Classiche monumento
- Milano-Sanremo

1912: 7º
- Parigi-Roubaix

1912: 12º
1919: 4º
- Liegi-Bastogne-Liegi

1919: 6º